# Prager Frühling

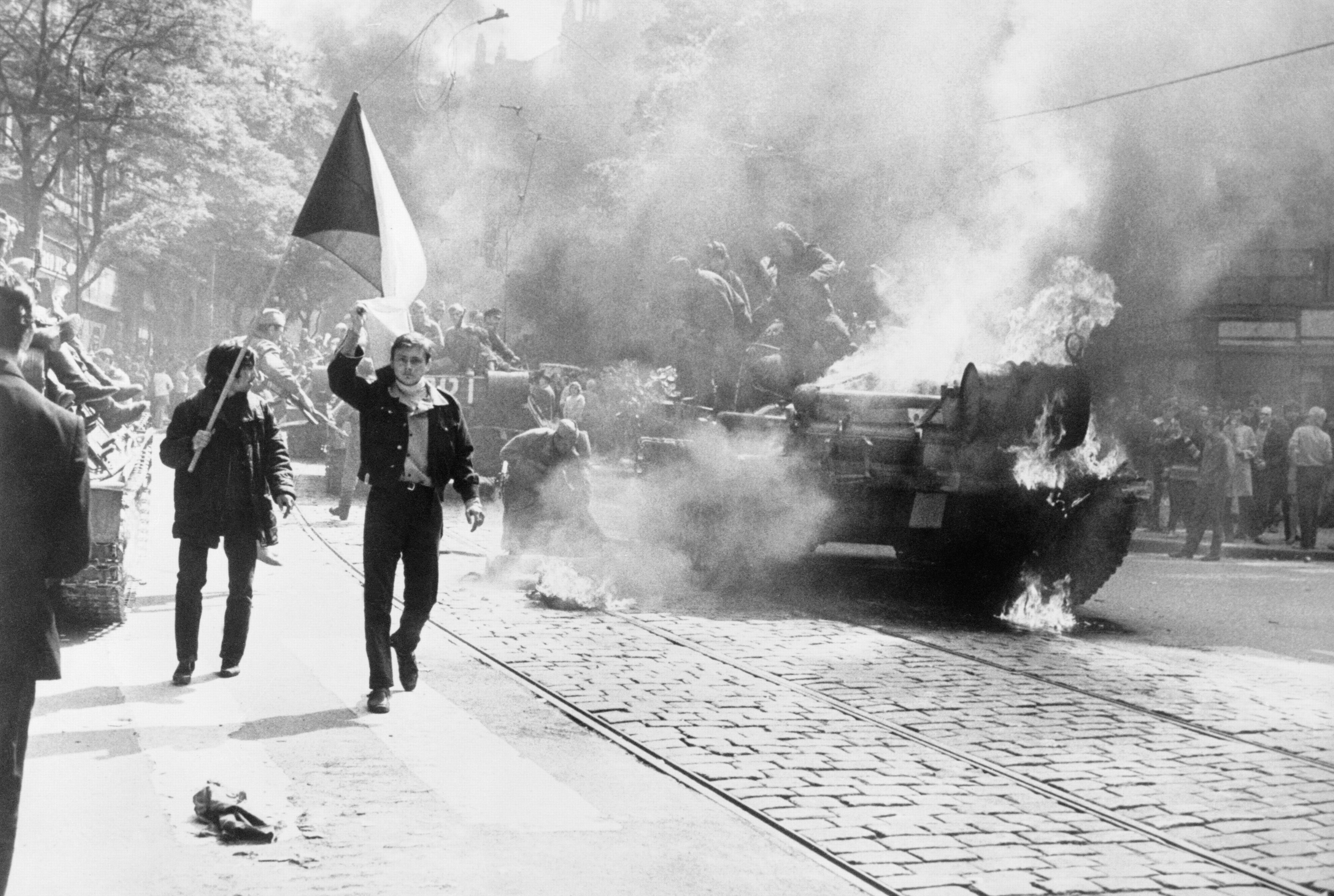
Einwohner von Prag mit tschechoslowakischer Flagge vor einem brennenden sowjetischen Panzer

Der Prager Frühling (tschechisch Pražské jaro, slowakisch Pražská jar) ist die Bezeichnung für das Streben der tschechoslowakischen Kommunistischen Partei (KSČ, deutsch meist KPČ) unter Alexander Dubček im Frühjahr 1968, ein Liberalisierungs- und Demokratisierungsprogramm durchzusetzen, sowie vor allem die Beeinflussung und Verstärkung dieser Reformbemühungen durch eine sich rasch entwickelnde kritische Öffentlichkeit.
Mit dem Begriff „Prager Frühling“ verbinden sich zwei gegensätzliche Vorgänge: einerseits der Versuch, einen „Sozialismus mit menschlichem Antlitz“ (tschechisch: socialismus s lidskou tváří, slowakisch: socializmus s ľudskou tvárou) j) zu schaffen, andererseits aber auch die gewaltsame Niederschlagung dieses Versuchs durch am 21. August 1968 einmarschierende Truppen des Warschauer Paktes.
Die Bezeichnung „Prager Frühling“ stammt von westlichen Medien und ist eine Fortführung des Begriffs Tauwetter-Periode, der wiederum auf den Titel des Romans Tauwetter von Ilja Ehrenburg zurückgeht.

## Vorgeschichte
Ab dem Beginn der 1960er-Jahre befand sich die ČSSR in einer tiefgreifenden ökonomischen und gesellschaftlichen Krise: Das bürokratisch-zentralistische Planungssystem hatte zu einer dramatischen Stagnation der Wirtschaft – auch im Vergleich zu den anderen RGW-Staaten – geführt; die Kommunistische Partei wurde von einer stalinistisch geprägten Führungsspitze dominiert. Sie ließ zum Beispiel eine Aufarbeitung der politischen Schauprozesse (siehe hierzu z. B. Milada Horáková, Slánský-Prozess) in der Gottwald-Ära der späten 1940er- und frühen 1950er-Jahre nicht zu.

### Wirtschaftsreformdebatten
Mit dem Höhepunkt der Wirtschaftskrise 1963 wurden schließlich reformerische Stimmen innerhalb und außerhalb der Partei lauter. Unter der Führung des Zentralkomiteemitglieds und Leiters des Wirtschaftsinstituts an der Prager Akademie der Wissenschaften Ota Šik bildete sich eine technokratische Opposition, die grundlegende Wirtschaftsreformen forderte. Nach der Ansicht Šiks sollte die Planwirtschaft zugunsten einer „sozialistischen Marktwirtschaft“ – unter Befreiung der Betriebe von staatlicher Führung und Abbau der Bürokratie – aufgegeben werden. Unter anderem schlug Šik auch die Zulassung autonomer Gewerkschaften und privat geführter Kleinbetriebe, Joint Ventures mit westlichen Firmen, die Einführung einer Arbeiterselbstverwaltung und das Ende der staatlichen Lenkung der Preisbildung vor.
Ota Šik – der sich nicht als Revolutionär, sondern angesichts der prekären Lage der tschechoslowakischen Wirtschaft als Reformer verstand – ging nicht so weit, die Kollektivierung der Landwirtschaft und das Volkseigentum an den Produktionsmitteln in Frage zu stellen.

### Slowakische Nationalpolitik
Im Jahr 1960 nahm die Tschechoslowakei die sozialistische Verfassung an. In dieser neuen Verfassung kam es zu einer wesentlichen Einigung der Kompetenzen der slowakischen nationalen Organe, die Vollmachten des Slowakischen Nationalrates wurden an die Ministerien in Prag übertragen. In der Folgezeit erfuhr die Slowakei durch die Integration in die kommunistisch regierte Tschechoslowakei zwar einen großen Modernisierungsschub, bezahlte diesen jedoch mit dem Verzicht auf politischer Partizipation. Beschlüsse der Kommunistischen Partei der Slowakei (KSS) mussten vor der Verabschiedung in Prag genehmigt werden.
Seit 1963 hatte Alexander Dubček das Amt des Ersten Sekretärs der KSS inne. Er setzte sich für die Rehabilitierung der in den 1950er-Jahren verurteilten slowakischen Kommunisten ein und schuf ein liberales Klima in der Slowakei (liberaler als in Prag), das vor allem die slowakischen Journalisten und Schriftsteller nutzten.
Die Kontroversen zwischen Slowaken und Tschechen im Zentralkomitee der KPČ wurden zu einer der Ursachen für den Prager Frühling.
In der Kommunistischen Partei der Tschechoslowakei stand Dubček in Opposition zu Antonín Novotný, dem Ersten Sekretär des Zentralkomitees der KPČ und Präsidenten der ČSSR. Dubček wollte unter anderem diese beiden Ämter nicht mehr in einer Person vereinigt wissen und forderte außerdem die Erweiterung der Machtbefugnisse der slowakischen Organe. Novotný nannte Dubček einen slowakischen Nationalisten und plante dessen Absetzung. Ihren Höhepunkt erreichte die Auseinandersetzung Novotny-Dubček im Dezember 1967. Aber Novotny „verlor“: am 5. Januar 1968 stellte er seine Funktion als erster Sekretär der Partei zur Verfügung. Er wurde durch Alexander Dubček abgelöst.
Die slowakische nationale Bewegung wurde zu einem entscheidenden Faktor für den Beginn des Prager Frühlings.

### Kritische Öffentlichkeit
Für die kritische Intelligenz erweiterten sich in einem „Klima unwillig tolerierter Liberalisierung und relativ wirkungsloser Repressalien seitens der politischen Institutionen“ die Möglichkeiten einer öffentlichen Meinungsäußerung, die von einer breiten Bevölkerungsschicht immer aufmerksamer verfolgt wurden. Bis zum Ende des Jahres 1967 wuchs die kritische Öffentlichkeit immer mehr an und radikalisierte sich dabei in ihrer Kritik zunehmend.
Ein frühes Anzeichen dieser Veränderungen war die „Rehabilitierung“ des lange verfemten Franz Kafka, dessen literarische Bedeutung auf einer internationalen Schriftstellertagung auf Schloss Liblice am 27. und 28. Mai 1963 zur Debatte gestellt wurde. Auf dieser als Kafka-Konferenz bekanntgewordenen Tagung handelte es sich um eine politische Diskussion auf dem Feld der Literaturwissenschaft, wobei Gegenstand der Debatte im Wesentlichen der zentrale marxistische Begriff der Entfremdung war. Gegen die Meinung vor allem der Teilnehmer aus der DDR, die Kafka als Opfer eines Personenkults sahen und dafürhielten, dass es die von Karl Marx postulierte Entfremdung des Arbeiters von seiner Arbeit im Sozialismus nicht mehr geben könne, vertraten die tschechoslowakischen Delegierten mit dem Österreicher Ernst Fischer die Auffassung, dass dies im realen Sozialismus sehr wohl der Fall sein könne und dass man die Dinge so sehen solle, wie sie lägen.
Die Diskussionen der Kafka-Konferenz wurde von der Literaturzeitung Literární noviny aufgegriffen und weitergeführt. Diese Zeitschrift war in der Folgezeit ein Hauptschauplatz der Auseinandersetzung zwischen den Ideologen und den Idealisten. Die Zeitschrift erreichte eine für ein Land wie der Tschechoslowakei beachtliche Auflage von 140.000 Exemplaren. Sie hatte sich zunehmend mit Sanktionen des Zentralkomitees der KPČ zu befassen. Der Chefredakteur wurde ausgewechselt, doch sein Nachfolger konnte wenig ausrichten. Auf einem Kongress des tschechoslowakischen Schriftstellerverbandes im Juni 1967 übten die von Literární noviny entsandten Delegierten (drei Redakteure der Zeitschrift Ivan Klíma, Antonín Jaroslav Liehm und Ludvík Vaculík) erstmals direkte Kritik an der Parteiführung.
Sie kritisierten öffentlich die gesamte Ära des Kommunismus in der ČSSR und machten die kommunistischen Parteiführer für die materielle und gesellschaftliche Misere des Landes verantwortlich. Eine Studentendemonstration am 31. Oktober 1967 wurde von der Polizei gewaltsam aufgelöst.
Staats- und Parteichef Antonín Novotný reagierte mit einer öffentlichen Erklärung, wonach der Kongress Teil einer vom Ausland gesteuerten Kampagne gegen die anstehenden Feierlichkeiten zum 50. Jahrestag der Oktoberrevolution sei. Die KPČ befahl die Umbildung der Redaktion der Zeitschrift und verbot einer Anzahl der Kongressteilnehmer, darunter Pavel Kohout und Václav Havel, bei den Wahlen des tschechoslowakischen Schriftstellerverbands zu kandidieren. Die oben genannten drei Redakteure wurden aus der Partei ausgeschlossen, andere Teilnehmer – wie Kohout – erhielten Verwarnungen. Die Zeitschrift wurde dem Kulturminister Karel Hoffmann unterstellt und büßte augenblicklich ihre Funktion als Dissidentenorgan ein. Alles dies wurde jedoch als Anzeichen gesehen, dass Novotný Schwierigkeiten hatte, sich wie einst auf der Stelle durchzusetzen. So führten die Sanktionen stattdessen zu einem breiten Protest von Journalisten, Künstlern und Schriftstellern. Eine „gesetzlich ungeregelte, aber disziplinierte Presseanarchie“ begann sich zu entwickeln. Im März 1968 wurde die Zensur schließlich abgeschafft.

## Führungswechsel in der KPČ
Das politische System der ČSSR war in den 1960er Jahren in eine schwere Krise im Kampf zwischen Stalinisten und Liberalen geraten. Ab 1967 wurde die Position der Liberalen ständig stärker, und zwar sowohl im Zentrum, als auch in den Bezirken.
Am 31. Oktober 1967 protestierten Studenten gegen die Zustände in ihren Wohnheimen. Staats- und Parteichef Antonín Novotný ließ die Proteste gewaltsam auflösen, was ihm im Zentralkomitee der KPČ jedoch massive Kritik eintrug. Auch die Sowjetunion, an die Novotný sich daraufhin wandte, gab ihm zu verstehen, dass er nicht mit Hilfestellung aus Moskau rechnen könne, vielmehr mit seinen Problemen selbst fertigwerden solle. Zum Jahresbeginn 1968 entluden sich die jahrelangen Spannungen zwischen dem linksdogmatischen und dem reformerischen Flügel der KPČ. Auf dem so genannten Januartreffen des Zentralkomitees der KPČ am 4. Januar 1968 wurde Novotný als Erster Sekretär der KPČ durch Alexander Dubček, dem ersten Sekretär der Kommunistischen Partei der Slowakei, abgelöst und behielt bis zum 22. März lediglich das machtpolitisch wenig bedeutende Amt des Präsidenten der Republik.
Im März 1968 wurde zudem bekannt, dass Novotny geplant hatte, die Mitglieder des Reformflügels zu verhaften und hierzu bereits eine Namensliste mit 1.030 Personen angelegt worden war. General Vladimír Janko, der mit der Aktion beauftragt war, beging nach Bekanntwerden der Pläne am 14. März Selbstmord und Novotny musste nun auch vom Präsidentenamt zurücktreten.
Die Flucht des ranghöchsten Politoffiziers der Tschechoslowakischen Volksarmee, Jan Šejna, im Februar 1968, der wegen Betrug und Unterschlagung vor Gericht gestellt werden sollte, und dessen anschließender Verrat besiegelte endgültig die Niederlage seines Befürworters Novotny, der am 30. März 1968 das Amt des Staatspräsidenten an General Ludvik Svoboda, einen beliebten Politiker abgeben musste, der auch in der UdSSR respektiert wurde (Radio Prag, 18. August 1998). Das Amt des Parlamentspräsidenten übernahm am 18. April Josef Smrkovsky, der von der Jugend geschätzt wurde.
In einer Reihe von Erklärungen und Presseveröffentlichungen wurde teilweise offen die führende Rolle der Partei in Frage gestellt und weitgehende Veränderungen in der Partei- und Staatsführung und noch umfassendere Liberalisierungsmaßnahmen gefordert.
Der Führungswechsel markierte – nach einigen Wochen Unklarheit über die neue Richtung – den Auftakt zu dem Reformkurs der tschechoslowakischen Regierungspartei, der in Verbindung mit dem Druck der kritisch gewordenen Öffentlichkeit zum Phänomen „Prager Frühling“ führte. Dubček versuchte zunächst, die Reformer in ihrem Eifer etwas zu bremsen, um nicht den Argwohn der anderen Ostblockstaaten auf sich zu ziehen. Diese begannen bereits, den Kurs der Tschechoslowakei zu kritisieren. Ota Šik wurde deshalb nicht, wie gefordert, Mitglied des Parteipräsidiums, zudem wurde ihm auch nicht die Leitung des Wirtschaftsausschusses übertragen. Vielmehr zielte Dubček zunächst auf eine Reform der föderalistischen Verfassung ab, die den Slowaken mehr Selbstverwaltungsrechte in der ČSSR zugestehen sollte.
Als programmatische Grundlage für die Reformen diente das am 5. April 1968 vorgestellte Aktionsprogramm der KSČ, das insbesondere auf Wirtschaftsreformen, Meinungs- und Informationsfreiheit, eine Aufarbeitung der stalinistischen Vergangenheit und eine allgemeine Neuausrichtung der Rolle der Kommunistischen Partei in der Gesellschaft zielte. Dieser parteipolitische Reformkurs war allerdings nicht zuletzt infolge der Aufhebung der Zensur in vielerlei Hinsicht schon in der öffentlichen Diskussion über die Neugestaltung der Gesellschaft vorweggenommen worden. Die wesentlichen Punkte des Aktionsprogramms wurden auch durch die Regierungserklärung der ersten Regierung Oldřich Černíks übernommen, welche am 8. April 1968 die Regierung Jozef Lenárt ablöste.

## Ziele des „Prager Frühlings“, Aktionsprogramm der KPČ
Die Stimmung in der Bevölkerung war überwiegend geprägt von „Zustimmung zum Sozialismus, allerdings nur zu einem reformierten, demokratischen“, nicht von der Forderung einer „Abschaffung des Sozialismus“. Bei einer Umfrage im Juli 1968 sprachen sich 89 % der tschechoslowakischen Bevölkerung für eine Beibehaltung des Sozialismus aus. In derselben Umfrage äußerten sich lediglich 7 % der Bevölkerung unzufrieden mit der Regierung Dubčeks, der in seinem Programm Akční program KSČ einen „Sozialismus mit menschlichem Antlitz“ propagierte. Das grundlegende Ziel war also, einen neuen Sozialismus zu denken, „ohne selbsternannte Führer […], ohne graue Arbeitsstätten und ohne gefühlslose Bürokratie“. Im Gegenzug sollte der „Mensch Wert über allen Werten sein“ und das System den Gegebenheiten der ČSSR angepasst werden, anstatt blind von Moskau zu kopieren. Die führende Rolle behielt dabei immer die KPČ, besonders als der Druck von außen zu wachsen begann.

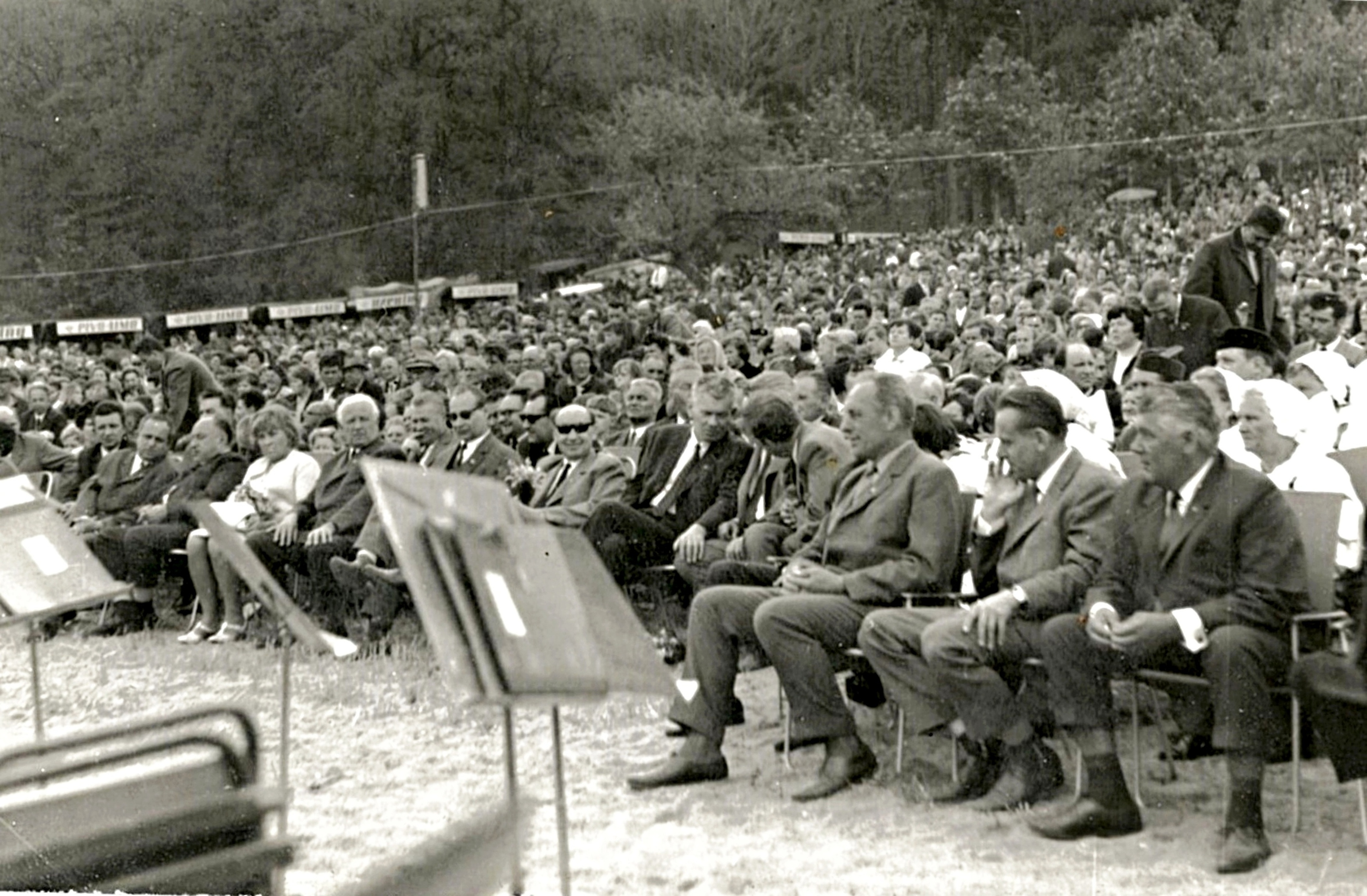
Am 10. Mai 1968 fand anlässlich des 100. Jahrestages des Gedenklagers auf dem Berg Říp bei Roudnice nad Labem eine Festversammlung statt. An der Versammlung nahmen Präsident Ludvík Svoboda, Alexander Dubček, Josef Smrkovský, František Kriegl, Oldřich Černík und Čestmír Císař teil.

Auf dem Gebiet der politischen Struktur wurde eine Liberalisierung aller Lebensbereiche geplant, so etwa auch des Aufbaus der KPČ selbst. Der Zentralismus sollte abgebaut werden, Machtkonzentrationen, gerade um Einzelpersonen, sollten verhindert werden, innerparteiliche Demokratie und eine Rückkehr zu einem parlamentarischen Modell mit bürgerlichen Parteien sollten aufgebaut werden.
Im Rechtssystem sollten Pluralismus und Meinungsfreiheit stärker ausgebaut werden und in der Praxis Anwendung finden. In diesem Zusammenhang steht auch die häufig geforderte Rehabilitierung der Opfer der stalinistischen Prozesse der „fünfziger Jahre“.
Führender Architekt der Wirtschaftsreformen war Ota Šik, der ein Modell einer „humanen Wirtschaftsdemokratie“ entworfen hatte. Demnach sollte die zentrale Planung der Wirtschaft auf ein Minimum reduziert werden, im Mittelpunkt sollten dagegen gegeneinander konkurrierende Betriebe stehen, die sich – zumindest formell – im Besitz ihrer Arbeiter befänden.
Die wissenschaftlich-technische Revolution sollte dadurch vorangetrieben werden. In den Betrieben selbst gab es ein starkes Bestreben nach Strukturen, in denen Beschäftigte und externe Interessengruppen, wie Vertreter der Region, die Entscheidungsgewalt haben und eng zusammenarbeiten.
Die Umsetzung dieser Reformpläne wäre einer Hinwendung zu einem Wirtschaftssystem wie dem Jugoslawiens oder einem noch stärker an Marktmechanismen orientierten gleichgekommen. Nach der Wende von 1989 gab Ota Šik in einem Interview an, niemals eine tatsächliche Reform des Sozialismus, sondern vielmehr dessen Abschaffung im Sinn gehabt zu haben.
Die Freiheit von Presse, Wissenschaft, Information und Reisen waren wichtige Schritte auf dem Weg zum angestrebten kulturellen Pluralismus. Dieser kulturelle Pluralismus betraf insbesondere auch die verschiedenen Nationalitäten innerhalb der ČSSR. Den Minderheiten sollte kulturelle Selbstbestimmung und Entfaltung gewährt werden und der Slowakei eine staatsrechtliche Gleichberechtigung in Form einer Föderalisierung der ČSSR. Auf der slowakischen Hälfte der ČSSR lag hier auch das Hauptaugenmerk.
Außenpolitisch war das oberste Ziel Sicherheit in Europa. Gerade die Lösung des Problems um die beiden gegeneinander stehenden deutschen Staaten war hier von essentieller Bedeutung, genau wie die guten Beziehungen der ČSSR zu ganz Europa. Die Reformer gaben vor, dass sich die ČSSR weiterhin klar an den Staaten des Warschauer Pakts orientieren würde, nur die Beziehungen innerhalb des Bündnisses sollten weg von der sowjetischen Vormacht hin zu einer gleichberechtigten Partnerschaft gehen. Gleichzeitig sollten die Ideen des „Prager Frühlings“ in andere Länder in Ost und West weiter getragen werden. Es ist jedoch unklar, ob dabei eher aus taktischen Gründen Zugeständnisse an das sozialistische Lager gemacht wurden, um einer Intervention Moskaus zuvorzukommen.
Festgehalten wurden diese Ziele im Aktionsprogramm der KPČ vom 5. April 1968, das auf der Plenarsitzung des Zentralkomitees vom 29. März bis zum 5. April beschlossen wurde.
Allerdings konnten die genannten Ziele nur eine grobe Richtung vorgeben, markierten sie doch nur die Richtung eines laufenden Prozesses, der durch konstante gesamtgesellschaftliche Diskussion immer weiter entwickelt und erst durch politische Maßnahmen konkret werden sollte.
Die Reformen der KPČ stießen jedoch auf heftigen Widerstand bei den Dogmatikern innerhalb der eigenen Reihen. Bereits im Februar 1968 wandten sie sich mit der Bitte um Verhaltensregeln an Moskau.

## Emanzipation der Öffentlichkeit
Noch im Februar 1968 hatte Dubček die Pressezensur aufgehoben. In den Medien des Landes fand daraufhin eine „wahre Informationsexplosion“ statt. Dementsprechend wurde das Aktionsprogramm in der Öffentlichkeit wenig begeistert, sondern vielmehr als selbstverständlich aufgenommen, die Meinungsführerschaft hatte inzwischen von der Partei zum Volk gewechselt.
Ein Zeugnis dieser Emanzipation der Öffentlichkeit bildete das von Intellektuellen verschiedener Couleur unterzeichnete Manifest der 2000 Worte des Schriftstellers Ludvík Vaculík vom Juni 1968 wie auch die im Frühjahr entstandenen Vereinigungen K 231 oder KAN.
Das am 27. Juni erschienene „Manifest der 2000 Worte“ verwies auf andauernde Unzulänglichkeiten in den verschiedensten Ebenen der Gesellschaftsstrukturen und wurde von der Bevölkerung mehrheitlich unterstützt. Dass auch Zweifel an der Führungsrolle der kommunistischen Partei formuliert wurden, scheint das Fass zum Überlaufen gebracht und die Druckausübung von außen eskaliert zu haben.
Der Auslöser, die Militär-Maschinerie des Warschauer Paktes dann tatsächlich in Gang zu setzen, war offenbar das von vielen Intellektuellen unterzeichnete „Manifest der 2.000 Worte“.
Das Manifest beschreibt als Ziel eine pluralistischen Demokratie anstelle der Dominanz der Kommunistischen Partei. Obwohl die KPČ-Führung sofort widersprach, wurde das Manifest von der Öffentlichkeit begeistert aufgegriffen.
Der Stern berichtete in seiner Ausgabe Nr. 36 vom 8. September 1968 über die Aktivitäten des „Sendebataillons 701“ für Psychologische Kampfführung der Bundeswehr, das während des Prager Frühlings mit Geheimsendern wie „Freies Radio Tschechoslowakei“, „Freies Radio Nordböhmen“ und „Radio Nummer sieben“ auf den Frequenzen ausgeschalteter ČSSR-Stationen sendete. Dabei wurden unter anderem Falschmeldungen durchgegeben, zum Beispiel, dass Dubček ermordet sei oder ein Kinderkrankenhaus in Prag zusammengeschossen wäre. Der Stern dementierte diesen Bericht später, aber es wurden auf Grund des Artikels gegen die Zeitschrift Vorwürfe des Landesverrats erhoben.

## Reaktion der Sowjetunion
Die Sowjetunion, die den Machtwechsel von Novotný zu Dubček zunächst gutgeheißen hatte, dann aber schnell eine äußerst skeptische Position zur tschechoslowakischen Entwicklung einnahm, wertete das Manifest der 2000 Worte als eine Plattform der Konterrevolution. Hierin wurde sie durch den stellvertretenden Ministerpräsidenten Gustáv Husák bestärkt, der von einer „Atmosphäre des Terrors“ sprach.
Antonín Novotný (er war am 5. Januar 1968 zum Rücktritt als Parteichef und am 22. März auch zum Rücktritt als Präsident gezwungen und im Juni aus dem Zentralkomitee der Kommunistischen Partei ausgestoßen worden) meldete bei zwei Besuchen bei der sowjetischen Regierung, die KSČ unter Dubček stehe kurz davor, das Machtmonopol der KSČ aufzugeben.
Im März 1968 meldete der DDR-Botschafter in Prag, Peter Florin, an die Führung der Sozialistischen Einheitspartei Deutschlands (SED) in Ost-Berlin: „Die Aktivität der oppositionellen Kräfte hat sich in den letzten Tagen verstärkt und erhält zunehmend offen konterrevolutionäre Züge“. Presse, Rundfunk und Fernsehen seien weitgehend in „gegnerischer Hand“ und würden zu Organisatoren der „Konterrevolution“. Damit war das Stichwort Konterrevolution für die „marxistisch-leninistische Perzeption“ des gefährlichen Charakters der Prager Reformpolitik gefallen.
Schon in der anberaumten Konferenz am 21. März 1968 waren im Schloss Grillenburg bei Dresden Regierungsvertreter der ČSSR mit denen der Sowjetunion, Bulgariens, Ungarns, Polens und der DDR – die später als „Warschauer Fünf“ bezeichneten Staaten, die letztlich auch die Intervention durchführten, wenngleich die DDR nicht direkt einmarschierte – zusammengekommen, um über die Lage in der Tschechoslowakei zu sprechen. Bei diesem Treffen äußerten L. Breschnew, W. Ulbricht und W. Gomulka die Befürchtung, dass in der Tschechoslowakei eine Konterrevolution drohte, welche die KSČ um die Macht bringen könnte. Die Führung der KSČ und die tschechoslowakische Regierung wurden scharf kritisiert und aufgefordert, die Verhältnisse zu ordnen und zu stabilisieren. Die Staatschefs der DDR und Polen befürchteten zudem ein Übergreifen der Liberalisierungswelle auf ihre Staaten.
Der KGB erhielt den Auftrag, für die Beschaffung von „Beweisen“ zum Vorwurf der Konterrevolution in der Tschechoslowakei zu sorgen, der den Namen „Operation Chodoki“ bekam. Nach dem inszenierten Fund eines angeblichen Verstecks in Westböhmen mit Waffen amerikanischer Herkunft kam es nach der False-Flag-Operation in der sowjetischen Presse zu einer Kampagne über die Gefahr einer akuten Konterrevolution in der ČSSR, die angeblich von westlichen Kräften unterstützt werde.
Weitere Treffen der „Warschauer Fünf“ zum Thema fanden ohne tschechoslowakische Beteiligung im Mai und Juni statt. Dabei wuchs der sowjetische Druck auf die Prager Regierung, die Reformen deutlich einzudämmen. Auch eine militärische Intervention gehörte bald zu den Drohungen, mit denen der Warschauer Pakt Druck auf sein reformorientiertes Mitglied ausübte. Ende Juni fand ein Militärmanöver in der Tschechoslowakei statt.
Spätere Forschungen zeigen, dass Leonid Breschnew (anders als verbreitet angenommen) ein militärisches Eingreifen zu verhindern versuchte und bis zuletzt an die Möglichkeit einer politischen Lösung glaubte.
Während Walter Ulbricht für die DDR und Władysław Gomułka für Polen auf die Entsendung von Truppen drängten, hielt Breschnew bis zuletzt an Dubček fest und wollte ihm noch eine Chance geben,
In Verkennung der tatsächlichen Situation in der Tschechoslowakei soll er seinen Duzfreund Dubček am Telefon regelrecht angefleht haben, das Nötige zur Wiederherstellung der Vorherrschaft der KPČ zu unternehmen. Demgegenüber forderten die Staats- und Parteichefs der DDR und Bulgariens, Walter Ulbricht und Todor Schiwkow, sowie Vertreter des Militärs wie der sowjetische Verteidigungsminister Marschall Gretschko entschieden die umgehende militärische Niederschlagung der Reformbewegung. Diese aus einer Analyse der internen Gespräche der sowjetischen Parteiführung gewonnenen Erkenntnisse lassen die späteren Verlautbarungen der sowjetischen Führung, man sei bis zum letzten Moment verhandlungsbereit gewesen, nicht mehr glaubhaft erscheinen.
Außerdem hatte die stalinistische Opposition innerhalb der KPČ das Treffen in Bratislava dazu genutzt, Leonid Breschnew den sogenannten Einladungsbrief zukommen zu lassen, mit dem sie um eine Intervention zur Verhinderung einer Konterrevolution in der ČSSR baten.
Warschauer Brief an die Kommunistische Partei der Tschechoslowakei
Am 4. Juli luden die Zentralkomitees der Bruderparteien der Warschauer-Pakt-Staaten die KPČ-Führung zu einem Treffen nach Warschau ein, damit sie dort Bericht über die innenpolitische Lage der ČSSR geben sollte. Das Warschauer Treffen am 15. und 16. Juli fand jedoch ohne die KPČ-Delegation statt.
Die als „Warschauer Fünf“ bezeichneten Staaten, konkret die Zentralkomitees der Ungarischen Sozialistischen Arbeiterpartei, der Bulgarischen Kommunistischen Partei, der Sozialistischen Einheitspartei Deutschlands, der Polnischen Vereinigten Arbeiterpartei und der Kommunistischen Partei der Sowjetunion wandten sich im Juli 1968 in einem Brief an das Zentralkomitee der Kommunistischen Partei der Tschechoslowakei.
In der üblichen kommunistischen Propaganda-Rhetorik wurde den Prager Reformern vorgeworfen, „Konterrevolutionäre“ würden die ČSSR vom Weg des Sozialismus abbringen und „eine Bresche in das sozialistische System“ schlagen, eine „zügellose antisozialistische Demagogie“ betreiben, die zur „Desorientierung der Arbeiterklasse“ und in den Medien zu einem „regelrechten moralischen Terror“ führe, statt das „Leninsche Prinzip des demokratischen Zentralismus wie Ihren Augapfel zu hüten“, so warnten die Unterzeichner.
Der Warschauer Brief an das Zentralkomitee der Kommunistischen Partei der Tschechoslowakischen Sozialistischen Republik (ČSSR) vom 15. Juli 1968 wird als Vorläufer der Breschnew-Doktrin verstanden: darin wurden die Gründe für das Eingreifen bereits frühzeitig genannt – die Gefahr einer Lostrennung der Tschechoslowakei von der sozialistischen Gemeinschaft durch „feindliche Kräfte“. Der Brief wurde 37 Tage vor dem Einmarsch von Truppen in die Tschechoslowakei abgeschickt.
In ihrem Brief an die tschechoslowakische Parteiführung vom 15. Juli 1968 warnten die Parteiführer der fünf „sozialistischen Bruderstaaten“ vor einer Lösung der Tschechoslowakei aus dem „sozialistischen“ Lager und kritisierten die politische Entwicklung in der Tschechoslowakei:
Einvernehmlich wurde bei dem Treffen beschlossen, den politischen Druck auf die KPČ zu erhöhen um ein „Entgleiten“ aus dem sozialistischen Lager zu verhindern.
Antwort des tschechoslowakischen Parteipräsidiums vom 18. Juli 1968
Das tschechoslowakische Parteipräsidium antwortete daraufhin drei Tage später, „daß in der ČSSR die KPČ, die Arbeiterklasse und ihre Verbündeten die politische Macht fest in den Händen halten und verteidigen, die sozialistische Demokratie entwickeln und entschiedene Maßnahmen gegen die antisozialistischen Gruppierungen sowie deren Vertreter in den Massenmedien ergreifen werden“. Schon am 17. Juli informierte Alexander Dubček im Fernsehen die Öffentlichkeit darüber in der Tschechoslowakei und versicherte den Genossen in den Warschauer-Pakt-Staaten, „die sozialistische Tschechoslowakei bleibe unverändert den kommunistischen Idealen und der internationalen Arbeiterbewegung treu“.
Treffen in Čierna
Am 26. Juli 1968 fand nochmals in Čierna an der Theiss ein Treffen statt, bei dem sich die komplette Parteispitze der KPČ mit dem kompletten Politbüro der KPdSU in einem Eisenbahnwaggon in dem slowakisch-ukrainischen Grenzort traf. Während Breschnew Dubček drängte, die Reformer bzw. „Konterrevolutionäre“ zu entmachten, beharrte Dubček auf einem weiteren Treffen der Warschauer-Pakt-Staaten, um über die individuellen Wege aller Staaten zum Sozialismus zu verhandeln.
Erklärung von Bratislava
Wenige Tage nach den bilateralen Gesprächen zwischen der tschechoslowakischen und der sowjetischen Regierung fand am 3. August in Bratislava das letzte offizielle Treffen zwischen den Vertretern der Tschechoslowakei und den „Warschauer Fünf“ statt. Dort musste Dubček und die KPČ-Führung in der „Erklärung von Bratislava“ ihre Treue zum Marxismus-Leninismus bekräftigen.
Die Erklärung von Bratislava ist auch als Absage das Manifest der 2000 Worte zu verstehen.
Das in Bratislava verabschiedete Abschlusskommuniqué wurde in der ČSSR als Zeichen der Entspannung gewertet, da den verschiedenen Parteien eine nationale Souveränität auf ihrem Weg zum Sozialismus eingeräumt werden sollte. Tatsächlich aber wurden nach dem Treffen die laufenden sowjetischen Vorbereitungen zum Einmarsch in die Tschechoslowakei intensiviert. Ein angeblicher Bruch der Vereinbarung durch Dubček diente zur Rechtfertigung des Einmarsches der Warschauer-Pakt-Truppen vom 20. auf den 21. August.
Bestätigung durch Jugoslawien und Rumänien
Die Staatschefs Jugoslawiens und Rumäniens bestärkten bei ihren demonstrativen Besuchen in der ČSSR am 9. bis 11. August, bzw. am 15. bis 17. August, die Demokratisierung fortzuführen.
Anders als die fünf orthodoxen Warschauer-Pakt-Staaten stellten sich Jugoslawien und Rumänien hinter die ČSSR und ihre Reformen. Offiziell waren die Staatspräsidenten Tito und Ceausescu zu Besuchen in Prag, um die Freundschaftsverträge mit der Tschechoslowakei zu erneuern.
Beschluss der Invasion
Am 18. August informierte der KPdSU-Generalsekretär die Kollegen aus den Bruderparteien über den Beschluss des sowjetischen Politbüros. Er hieß Invasion. Die KPČ in der Tschechoslowakei wurde nicht informiert.

## Einmarsch der Truppen des Warschauer Paktes

### Vorbereitungen
Schon frühzeitig war eine Invasion in der CSSR geplant. Konkrete Vorbereitungen zum späteren Unternehmen „Donau“ waren bereits im April 1968 in Polen angelaufen, so die Aussage des polnischen Generals Florian Siwicki.
Faktisch wurde sie von den Vertretern der höchsten sowjetischen militärischen Führung initiiert, organisiert und geleitet. Die Beteiligung der Streitkräfte der anderen Staaten des Paktes hatte mehr symbolischen Charakter und sollte dem Unternehmen breitere politische Unterstützung und Legitimität verleihen. Die Vorbereitung übernahm ursprünglich der erste stellvertretende Verteidigungsminister der UdSSR und Oberbefehlshaber der Vereinten Streitkräfte des Warschauer Paktes, Marschall Iwan Ignatjewitsch Jakubowski.
Dem geplanten Unternehmen „Donau“ im Juni/Juli 1968 gingen neben Stabs- und Operationsvorbereitungen große Truppenübungen voraus, die einerseits die tschechoslowakische Führung warnen und ihren Demokratisierungsprozess hemmen, zum andern aber auch die geplante Invasion militärisch vorbereiten sollten. Schon Ende Mai/Anfang Juni waren in Polen sowjetische Militärverbände erschienen, die sich auf eine von der polnischen Grenze ausgehende Invasion einstellten.
Zwischen 20. und 30. Juni 1968 nahmen Einheiten der Ungarischen Volksarmee, NVA, Polnischen Armee, Sowjetarmee und auch der Tschechoslowakischen Volksarmee an der Stabsrahmenübung „Šumava“ („Böhmerwald“) teil. Dieses Manöver auf dem Territorium der ČSSR diente nicht nur zur Machtdemonstration gegenüber den „konterrevolutionären“ Kräften, sondern war zugleich Probelauf für die spätere Invasion. Die Stäbe und Verbände, die an der späteren Invasion teilnehmen sollten, konnten sich so bereits im Vorfeld mit ihren künftigen Einsatzgebiet vertraut machen. Die Übungen dienten zugleich als Vorwand für die Truppenverlegungen in die Nähe der tschechoslowakischen Grenze.
Marschall Iwan Ignatjewitsch Jakubowski, Oberbefehlshaber der Vereinigten Streitkräfte des Warschauer Paktes, bezeichnete als formales Ziel dieser Übungen die „Durchführung von Kampfhandlungen der Frontverbände der verbündeten Armeen im Anfangsstadium eines Krieges“.
Mit einer als Logistikübung getarnten weiteren Maßnahme Ende Juli 1968 verstärkte das sowjetische Militär seine Angriffsmöglichkeiten.
Die letzten Besprechungen des sowjetischen Oberkommandos vor der Invasion fanden am 23. Juli 1968 in Moskau statt. Die Operation „Dunaj“ wurde als eine Aktion der Streitkräfte des Warschauer Paktes dargestellt. Die eigentliche Operation führte der Oberkommandierende der Vereinten Streitkräfte des Warschauer Paktes, General Iwan Grigorjewitsch Pawlowski, unterstützt vom Stabschef der Sowjetarmee, Generaloberst Nikolai Wassiljewitsch Ogarkow, und dem ständigen Vertreter der Vereinten Streitkräfte des Warschauer Paktes bei der Tschechoslowakischen Volksarmee, Generaloberst Alexander Michailowitsch Jamschtschikow, die sich beide während der kritischen Phase in Prag befanden.

### Verlauf

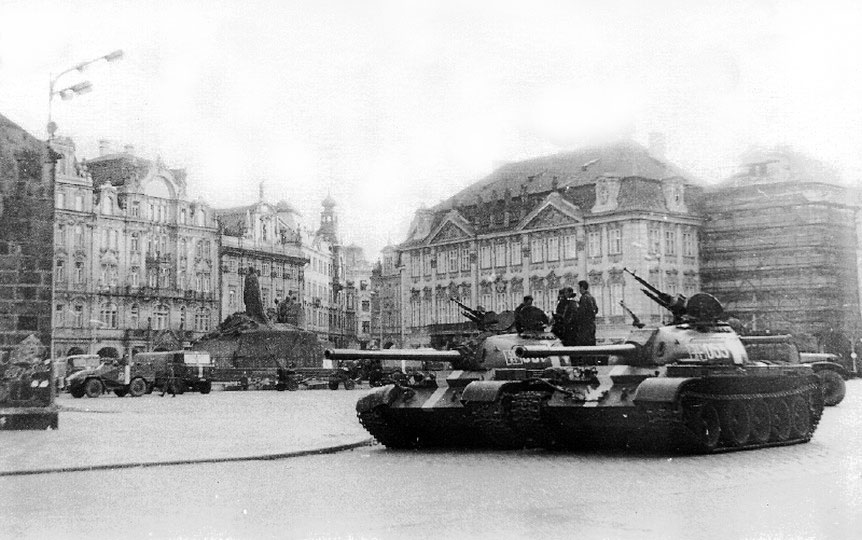
Sowjetische Panzer auf dem Altstädter Ring in Prag

In der Nacht zum 21. August 1968 marschierten etwa eine halbe Million Soldaten der Sowjetunion, Polens, Ungarns und Bulgariens in die Tschechoslowakei ein und besetzten innerhalb weniger Stunden alle strategisch wichtigen Positionen des Landes. Es war die größte Militäroperation in Europa seit 1945.
Erste Truppen landeten am 20. August 1968 gegen 21 Uhr auf dem Prager Flughafen.
Sowjetische Kräfte übernahmen um 22 Uhr mit Hilfe tschechischer Kollaborateure die Kontrolle des Prager Flughafens. Dann folgte ein Militärtransporter nach dem anderen mit Soldaten, Ausrüstung und Waffen. Rund 250 Transport-Flugzeuge mit Fallschirmjägern und Ausrüstung folgten in verschiedenen Routen.
In der Nacht auf den 21. August drangen insgesamt 6.300 Panzer aus den Gebieten der DDR, Polen, Ungarn und der Sowjetunion in die ČSSR ein. Im Rahmen der „Operation Donau“ waren 550 Kampfjets im Einsatz, nach Zeitzeugen verirrten sich einige davon mangels Funkleitfeuer bis in den bundesdeutschen Luftraum über Nürnberg.
Offiziell wurde Präsident Ludvík Svoboda vom sowjetischen Botschafter vor Mitternacht des 20. August mündlich von der Invasion informiert. Er protestierte, nahm die Situation aber als Tatsache an.
Eine Stunde vor Mitternacht rollte aus den Gebieten der DDR die sowjetische 1. Gardepanzerarmee (vier Panzer- und zwei motorisierte Schützendivisionen) unter dem Kommando Generalleutnants Konstantin Grigorjewitsch Koschasnow vor, welche die nördlichen und westlichen Teile Tschechiens besetzte.
Die SR Rumänien beteiligte sich demonstrativ nicht an der Invasion. Nicolae Ceaușescu verurteilte den Einmarsch auf einer Kundgebung am 21. August 1968 in Bukarest mit scharfen Worten und erklärte: „Der Gedanke einer militärischen Intervention in die Angelegenheiten eines sozialistischen Bruderstaates kann durch nichts gerechtfertigt werden, und kein Grund kann gebilligt werden, der diesen Gedanken auch nur für einen Augenblick als annehmbar erscheinen lässt.“ Für die SVR Albanien, seinerzeit noch formales Mitglied des Warschauer Pakts, war der Einmarsch der Anlass zum Austritt aus dem Vertragsbündnis, der am 5. September 1968 auf einer Tagung der Partei der Arbeit Albaniens verkündet wurde.
Die Nationale Volksarmee der DDR nahm an der Besetzung nicht teil, obwohl an der Grenze zur ČSSR zwei Divisionen bereitstanden.
Etwa 30 Soldaten einer NVA-Nachrichteneinheit weilten während der Militäraktion im Führungsstab der Invasionstruppen auf dem Truppenübungsplatz Milovice.
Am Morgen des 21. Augusts 1968 erreichten die ersten sowjetischen Panzer Prag.
Der frühere Kultur- und Informationsminister Karel Hoffmann und damalige Direktor der Zentralverwaltung für Fernmeldewesen, der zum moskautreuen Flügel der KPČ gehörte, hatte angeordnet, die Sender des Tschechoslowakischen Rundfunk abzuschalten. Der Drahtfunk, der nicht seinem Bereich unterstand, funktionierte separat und war nicht betroffen. Ab vier Uhr gingen die Sender wieder in Betrieb. Währenddessen sammelten sich bereits Menschen vor dem Haupteingang des Funkhauses in der Vinohradská-Straße, knapp 200 Meter oberhalb des Wenzelsplatzes. Die Menschen kamen zum Hauptgebäude des Tschechoslowakischen Rundfunks in Prag, um dieses vor den Invasoren zu beschützen. Einige bezahlten das mit ihrem Leben.
Gegen 7.30 Uhr meldete der Tschechoslowakische Rundfunk, das Sendegebäude sei durch Panzer umstellt, wobei die von Prager Bürgern errichteten Barrikaden aus leeren LKW, Bussen oder Straßenbahnen niedergewalzt wurden und die sowjetischen Soldaten von ihren Kalaschnikows Gebrauch machten. Gegen 9 Uhr drang Militär in das Gebäude ein; dabei kam es zu den meisten der 23 Todesopfer am ersten Tag der Invasion.
Bei den Kämpfen vor dem Rundfunkhaus in der Vinohradska-Straße wurde ein Panzer angezündet, der ausbrannte.
Beim Einmarsch starben 98 Tschechen und Slowaken sowie etwa 50 Soldaten der Invasionstruppen.
Andere Teile des Tschechoslowakischen Rundfunks wandten sich in dieser Zeit ans Ausland. Der Tschechoslowakische Rundfunk in Pilsen sendete am 21. August gegen 12.35 Uhr:
„Wir wenden uns an alle, die uns hören, mit folgendem Aufruf: Teure Freunde, in der ČSSR gibt es keine Konterrevolution. Die Interessen des Sozialismus wurden in unserem Land durch nichts gefährdet, sodass es keinen Grund zur Intervention gibt. Wir sind ein schwacher Sender und wissen nicht, wie weit unsere Stimme hörbar ist. Aber trotzdem wenden wir uns an jeden und alle mit dem Aufruf: Unterstützt die Souveränität der sozialistischen Tschechoslowakischen Republik! Helft unserer Heimat, die Selbständigkeit zu bewahren! Steht uns bei, wenn wir den Willen zu Humanität und wirklich demokratischen Sozialismus bewahren wollen!.“
Die Führung der KPČ beschloss, keinen militärischen Widerstand zu leisten, auch die NATO verhielt sich ruhig, um der Sowjetunion keinen Vorwand für eine Intervention zu liefern.
Der tschechoslowakische Verteidigungsminister, General Martin Dzúr, wurde am Abend des 20. August im Generalstab in Prag von sowjetischen Generälen festgesetzt. Nach Informationen, dass die tschechoslowakische politische Staatsführung mit der Intervention einverstanden war, gab er der tschechoslowakischen Armee den Befehl, keinen Widerstand zu leisten. Sein zweiter Befehl, den Interventionstruppen Hilfe zu leisten, wurde jedoch von der Armee ignoriert.
Der Staatspräsident der Tschechoslowakei, Ludvík Svoboda, forderte Tschechen und Slowaken in einer Radioansprache dazu auf, Ruhe zu bewahren. Andere tschechoslowakische Politiker riefen die Bevölkerung über den Rundfunk zur absoluten Gewaltlosigkeit auf. Sie solle stattdessen die sowjetischen Soldaten von der Sinnlosigkeit ihrer Mission überzeugen.
Dubček und andere hochrangige Regierungsmitglieder wurden festgenommen und nach Moskau gebracht. Dort setzte man sie unter Druck und entmachtete sie schrittweise zugunsten des linientreuen Gustáv Husák. In der Tschechoslowakei funktionierte der eigentliche Plan der Sowjetunion, eine neue Regierung zu präsentieren, aufgrund des gewaltlosen, geschlossenen Protests der Bevölkerung des okkupierten Landes nicht. Auch die Behauptung, die KPČ habe um den Einmarsch ersucht, wurde von tschechoslowakischer Seite geschlossen dementiert: Für die tatsächlichen „Verschwörer“ war das Meinungsklima in der Tschechoslowakei zu ungünstig, um eine offene Palastrevolution verkünden zu können.
Die tschechoslowakischen Vertreter lehnten es jedoch ab, die Berechtigung der Intervention anzuerkennen. Am 27. August kehrte die Delegation mit Alexander Dubcek aus Moskau zurück. Dubcek dankte der Bevölkerung und den Ordnungskräften: „Wir alle, die wir in Moskau in den vergangenen Tagen verhandelt haben, sind Ihnen dankbar für Ihre wirklich kommunistische Arbeit. Ohne sie wäre es nicht möglich, die Verschärfung der Situation zu vermeiden und gleichzeitig die moralische und politische Einheit unseres Volkes beizubehalten. Ich danke auch der Armee und der Polizei, dass sie einen großen Konflikt vermeiden konnten.“
In den Wirren der ersten Tage der Besatzung gelang es der KPČ später sogar, einen außerordentlichen Kongress der Nationalversammlung abzuhalten, auf dem der Einmarsch ausdrücklich verurteilt und die Regierung Dubček im Amt bestätigt wurde.
Nach dem Einmarsch der Warschauer-Pakt-Staaten kursierte in der Tschechoslowakei in Anspielung auf das Manifest der 2.000 Worte der bittere Witz: „7.000 Panzer für 2.000 Worte, was für ein gigantisches Geschäft“.

### Erklärung der sowjetischen Nachrichtenagentur TASS
Am 21. August 1968 verbreitete die sowjetische Nachrichtenagentur TASS eine offizielle Erklärung zum Einmarsch von Truppen in die Tschechoslowakei: „TASS ist bevollmächtigt zu erklären, dass sich Persönlichkeiten der Partei und des Staates der Tschechoslowakischen Sozialistischen Republik an die Sowjetunion und die anderen verbündeten Staaten mit der Bitte gewandt haben, dem tschechoslowakischen Brudervolk dringend Hilfe, einschließlich der Hilfe durch bewaffnete Kräfte, zu gewähren. Dieser Appell wurde ausgelöst, weil die in der Verfassung festgelegte sozialistische Staatsordnung durch konterrevolutionäre Kräfte gefährdet wurde, die mit den dem Sozialismus feindlichen äußeren Kräften in eine Verschwörung getreten sind. … Die weitere Zuspitzung der Situation in der Tschechoslowakei berührt die Lebensinteressen der Sowjetunion und der anderen sozialistischen Länder, die Interessen der Sicherheit der Staaten der sozialistischen Gemeinschaft. Die Gefahr für die sozialistische Ordnung in der Tschechoslowakei ist gleichzeitig auch eine Gefahr für die Grundfesten des europäischen Friedens.“
Die offizielle sowjetische Erklärung TASS am 21. August berief sich auf ein angebliches Hilfeersuchen aus der KSČ und war von Anfang an unglaubhaft. Eine willfährige tschechoslowakische Regierung, die dieses bestätigt hätte, gab es jedoch nicht; da Staatspräsident Svoboda die Installierung eines willfährigen Marionettenregimes verweigert hatte.

### Nichtbeteiligung der DDR

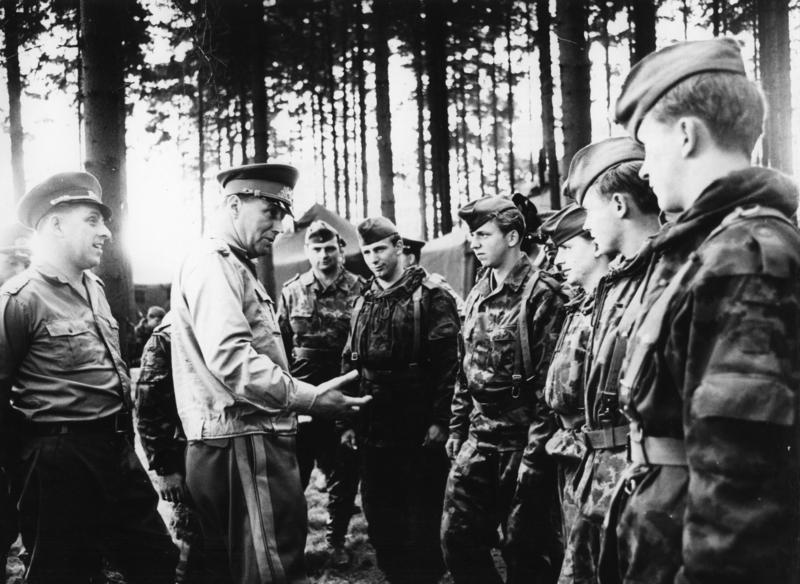
Propagandafoto des ADN vom 5. September 1968. Der Stellvertretende Minister für Nationale Verteidigung der DDR Siegfried Weiß besucht Einheiten und Truppenteile der NVA, „die an den gemeinsamen Handlungen der Bruderarmeen zum Schutze der sozialistischen Errungenschaften in der CSSR teilnahmen“

Bereits im Mai 1968 war die Gefechtsbereitschaft der Grenztruppen der DDR erhöht worden. Die 7. Panzer- und die 11. motorisierte Schützendivision der Nationalen Volksarmee der DDR (NVA) unterstanden ab dem 29. Juli 1968 dem sowjetischen Oberkommando. Am Morgen des 21. August wurde der zivile Grenzverkehr in die ČSSR eingestellt. Einige grenznahe Orte wurden isoliert und durften nur noch von Einwohnern betreten werden. Ebenfalls an diesem Tag nahm der Propagandasender Radio Vltava seinen Betrieb auf. Er wurde von der DDR betrieben und vom Sender Wilsdruff bei Dresden in Richtung Tschechoslowakei auf Mittelwelle ausgestrahlt. Ziel war es, die Bevölkerung im Sinne der Warschauer-Pakt-Staaten zu beeinflussen. Der Sender stellte im Frühjahr 1969 nach massiven Protesten der Tschechoslowakei den Betrieb ein.
An der Invasion selbst nahmen abgesehen von einigen NVA-Verbindungsoffizieren keine NVA-Truppen teil. Der Entschluss darüber fiel erst wenige Stunden vor dem Beginn des Einmarsches und wurde der NVA-Führung vom Oberkommandierenden der Warschauer Vertragsorganisation Marschall Jakubowski mitgeteilt. Ulbricht, der die NVA nach Prag einmarschieren lassen wollte, musste sich vom ansonsten rücksichtslosen Generalsekretär der KPdSU, Breschnew, historisch belehren lassen: Noch einmal deutsche Truppen in Prag, das gehe nun wirklich nicht.
Vermutlich sollten die Bürger der ČSSR im dreißigsten Jahr nach dem Münchener Abkommen nicht durch den Anblick von Invasoren in deutscher Uniform zusätzlich verbittert werden. In Massenmedien der Paktstaaten wurden dennoch amtliche Stellungnahmen verbreitet, in denen eine Teilnahme der NVA behauptet wurde.
Die Regierung der DDR wertete die Reduzierung der Rolle der NVA auf lediglich unterstützende Maßnahmen als eine Zurücksetzung.
Sie täuschte die DDR-Bevölkerung absichtlich, indem sie Reportagen vom Einsatz der NVA-Truppen in der Tschechoslowakei verbreiten ließ, teilweise in den absurdesten Formen der DDR-Propaganda. Einige westliche Journalisten fielen darauf herein und verbreiteten diese ebenfalls. Die Bild-Zeitung verortete am 24. August 1968 zwei NVA-Divisionen „in den Räumen nördlich von Prag, Karlsbad und Pressburg“, und der Sender Freies Berlin berichtete vier Tage später über die angebliche NVA-Präsenz im Raum Graslitz.
Tatsächlich wurde am 23. August die 11. motorisierte Schützendivision näher an die tschechoslowakische Grenze in den Raum Adorf–Auerbach–Oelsnitz verlegt. Die Truppen wurden am 16. Oktober 1968 wieder dem Oberkommando der NVA unterstellt und einen Tag später in ihre Kasernen zurückverlegt.
Paradoxerweise aber waren es zwei DDR-Panzer, begleitet durch gepanzerte Transportfahrzeuge, die als erste fremde Bodeneinheiten auf tschechoslowakischem Gebiet am 20. August um 21:40 Uhr auftauchten. Höchstwahrscheinlich handelte es sich dabei um eine Gefechtsaufklärung der NVA, die entgegen dem Befehl früher und tiefer eindrang.
Zeitzeugen aus der DDR berichteten auch, dass sie am 21. August „mindestens 70 Schützenpanzer mit DDR-Kennung“ auf böhmischen Gebiet gesichtet hätten, deren Besatzungen „deutsch (sächsisch) sprachen“. In Altenberg hätten NVA-Soldaten zudem die tschechoslowakischen Grenzsoldaten entwaffnet und den Schlagbaum zur Seite geräumt.
Im Hauptquartier der Interventionstruppen in Milovice in der Nähe von Prag hielten sich spätestens ab dem 23./24. August lediglich Offiziere und Nachrichtentechniker der Nationalen Volksarmee auf, darunter mindestens 20 Angehörige des NVA-Nachrichtenregiments 2 (Niederlehme).
Im falschen Glauben an die Legende von der sozialistischen Bruderhilfe entschuldigte sich am 12. April 1990 die Volkskammer der DDR beim tschechischen und slowakischen Volk für die Beteiligung der NVA an der Invasion mit den Worten: „Das erste frei gewählte Parlament der DDR bittet die Völker der Tschechoslowakei um Entschuldigung für das begangene Unrecht. Mit der unrechtmäßigen militärischen Intervention wurde den Menschen in der Tschechoslowakei großes Leid zugefügt und der Prozess der Demokratisierung in Osteuropa um 20 Jahre verzögert. Der Einmarsch der Volksarmee geschah unter Verletzung des Artikels 8 (2) der Verfassung der DDR. Wir haben in Angst und Mutlosigkeit diesen Völkerrechtsbruch nicht verhindert“.
So bekannten sich alle Fraktionen in einem ersten inhaltlichen Beschluss der letzten und ersten frei gewählten Volkskammer am 12. April 1990 zur Mitschuld der DDR an der Niederschlagung des „Prager Frühlings“ 1968 durch Truppen des Warschauer Paktes.

### Verhalten der NATO
Die sowjetischen Botschafter unterrichteten die Regierungen in Washington, London und Paris in der Nacht der Invasion. Der Sowjetbotschafter Anatoli Fjodorowitsch Dobrynin informierte den US-Präsidenten Lyndon B. Johnson sogar persönlich. Breschnew wollte den Eindruck vermeiden, der Einmarsch diene der Vorbereitung eines Angriffs auf die NATO. Die Regierungen der drei Großmächte gaben ihr Wissen nicht weiter, so dass die nicht informierten NATO-Militärs in den kritischen ersten zwölf Stunden auf Presseberichte angewiesen waren, wie sie später erbost beklagten. Immerhin hatte die 4. Alliierte Taktische Luftflotte der NATO das Einfliegen der sowjetischen Luftlandetruppen in die ČSSR mitbekommen. Da aber die zuständigen Militärs darin keine Bedrohung der Allianz sahen, gaben sie ihre Erkenntnis nicht weiter.
Der westlichen Aufklärung waren die Vorbereitungen für eine etwaige Invasion in der ČSSR nicht verborgen geblieben. In der NATO-Zentrale bei Mons wurde darin aber keine Gefahr für den Westen gesehen, was auf einer Einschätzung nach amerikanisch-sowjetischen Konsultationen im Juli 1968 beruhte. Bei den Streitkräften der NATO intensivierte man zwar die Beobachtung der Gegenseite und erhöhte im Bereich Allied Forces Central Europe (AFCENT) die Arbeitsbereitschaft der Stäbe, verzichtete aber auf umfangreiche Alarmierungen.

## Ziviler Widerstand
Dem Beschluss der KPČ gemäß rief Dubček dazu auf, auf gewaltsamen Widerstand zu verzichten, da dieser aussichtslos sei. Dennoch kam es zu vereinzelten Auseinandersetzungen zwischen der Zivilbevölkerung und den Invasoren. Am ersten Tag des Einmarschs starben 23 Tschechoslowaken und bis zum 1. September 71 Tschechoslowaken. Der Historiker Oldřich Tůma erklärte zur Gewaltlosigkeit: „Über die ein oder zwei Fälle, in denen tatsächlich schon vor dem 21. August 1968 Waffen gefunden wurden, ist […] bekannt, dass es eine Provokation des sowjetischen Geheimdienstes“ war:
Radio Prag sendete am frühen Morgen des 21. August den Aufruf des Staatspräsidenten Svoboda: „In der gegenwärtigen Stunde kann ich Ihnen als Präsident der ČSSR nicht mehr sagen als euch zu bitten, vollkommene Ruhe und Besonnenheit zu bewahren“. Die Bevölkerung wurde durch Lautsprecher aufgefordert: „Lasst Euch nicht herausfordern! Bewaffnete Verteidigung kommt nicht infrage!“
Die tschechische und slowakische Bevölkerung versuchte, durch zivilen Ungehorsam und verschiedene Aktionen die Besetzung zu verlangsamen. Es war ein keineswegs „passiver Widerstand“, sondern ein aktiver: zum Beispiel wurden Ortstafeln und Straßenschilder verdreht, übermalt, zerschlagen oder abmontiert, um ortsunkundigen Besatzern die Orientierung zu erschweren. Tschechoslowakische Eisenbahner leiteten Nachschubzüge für die Rote Armee auf Abstellgleise. Tausende zumeist selbstgezeichnete oder selbstgedruckte Plakate, die die Besatzer verspotteten und zum passiven Widerstand aufriefen, wurden vorwiegend in Prag und Bratislava, aber auch in anderen Städten verteilt und an Häuserwände und Schaufenster geklebt. Auch der damalige Tschechoslowakische Rundfunk spielte eine große Rolle. So wurde unter dem damaligen Leiter Zdeněk Hejzlar eine mobile Sendestation eingesetzt, um die Bevölkerung zu informieren. Auch der ORF spielte dabei eine große Rolle, indem er die Tschechoslowaken via Kurzwelle-Sendeanlagen in Österreich informierte. Im eigenen Land wurden sie über die Ereignisse gar nicht bzw. teils falsch informiert. Daneben spielten auch Piratensender eine wichtige Rolle, die von den sowjetischen Besatzungstruppen ebenfalls nicht völlig ausgeschaltet werden konnten.
Die Besatzer hielt man für irregeleitete, von der Armeeführung missbrauchte Soldaten, aber nicht für Feinde.
Solidaritätskundgebungen in mehreren Städten der Sowjetunion wurden totgeschwiegen und die Demonstranten verschwanden in Gefängnissen oder in der Psychiatrie.
Bei den Protesten in der DDR wurden laut Ministerium des Innern vom 21. August bis 4. September 1968 468 Demonstranten festgenommen und insgesamt die Personalien von 1075 Personen festgestellt.

## Das Ende des Prager Frühlings

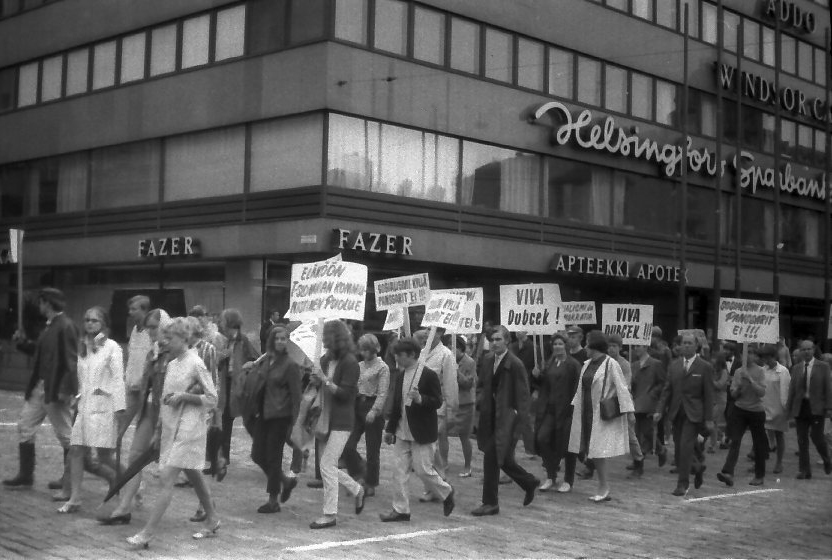
Demonstration in Helsinki

Am 23. August, zwei Tage nach dem Beginn der Intervention, wurde Präsident Ludvík Svoboda offiziell zu Verhandlungen nach Moskau gerufen, an denen auf seine Forderung hin – zunächst nur inoffiziell – auch die in Haft gehaltenen Regierungsmitglieder um Dubček teilnahmen.
Das drei Tage später verabschiedete Moskauer Protokoll verlangte die Aufhebung fast aller Reformprojekte und markierte das Ende des Prager Frühlings. Mit diesem Ergebnis einer faktischen Kapitulation im Gepäck kehrte Dubček, der vorerst noch in seinen Ämtern belassen wurde, nach Prag zurück, wo er zunächst noch einmal begeistert empfangen wurde.
Auf Wunsch Dubčeks wurde das Protokoll geheim gehalten. Für die Öffentlichkeit gab es ein gemeinsames Kommuniqué, das die »Normalisierung« der Verhältnisse als Ziel ausgab. Die wahren Ziele blieben der tschechoslowakischen Bevölkerung zunächst verborgen, die die politische Führung bei der Rückkehr in Prag begeistert begrüßte.
Bald darauf wurde der Bevölkerung der ČSSR klar, dass der „Prager Frühling“ vorbei war.
Stationierungsvertrag
Am 16. Oktober 1968 wurde in Prag der Stationierungsvertrag für 75.000 Soldaten der „Zentralgruppe der sowjetischen Streitkräfte“ zwischen der ČSSR und der UdSSR unterzeichnet. Der Vertrag über die Regelungen von Stationierungskosten, Visa, Verrechnung, Einreise, usw. sowjetischer Armeeangehöriger zum Zwecke der Bekämpfung "westdeutscher militärischer Kräfte" wurde nach František Kriegel „nicht mit der Feder, sondern mit den Läufen der Maschinengewehre unterschrieben.“. Die sowjetischen Generäle hatten schon lange die Absicht gehegt, ihre Truppen in der Tschechoslowakei zu stationieren und so die Verteidigungslinie nach Westen zu verschieben. Die Ereignisse von 1968 boten nun eine willkommene Gelegenheit, die sogenannte mittlere Gruppe ihrer Truppen aufzustocken.
Die Kosten musste teilweise der tschechoslowakische Staat übernehmen. Als nach der Wende die tschechoslowakische Regierung ihre Forderungen an die Sowjetarmee bezifferte, kam sie auf eine Summe von fast 15 Milliarden Kronen.
Alexander Dubcek blieb bis 17. April 1969 Parteisekretär. Er wurde in die Strategie eingebunden, die Rücknahme der Reformen und die „Normalisierung“ langsam und unter dem Mäntelchen der Legitimität der alten Regierung vorzunehmen, um weitere gewaltsame Proteste zu verhindern.
In der Novembersitzung des ZK der KSČ wurden die radikalsten Unterstützer der Reformen und die Versuche, ein plurales politisches System wieder einzuführen, verurteilt. Die Reformen des Jahres 1968 waren damit zwar noch nicht komplett verurteilt; aber der konservative Teil in der Führung der KSČ zunehmend gestärkt. Die Erklärung wurde zur Leitlinie, nach der sich das politisches Leben in der Tschechoslowakei zu einer sogenannten „Normalisierung“ der Verhältnisse ausrichtete.
Als Folge der Besetzung der Tschechoslowakei durch die Truppen der Staaten des Warschauer Paktes verließen zehntausende Menschen, in erster Linie Facharbeiter und Intellektuelle, das Land. Rund 96.000 Menschen flüchteten nach Österreich, weitere 66.000 Urlauber kehrten nicht aus Österreich in die Tschechoslowakei zurück.
Andere flüchteten über die Grenze nach Bayern.
Während der von Husák initiierten Säuberungen innerhalb der kommunistischen Partei wurden fast 500.000 Mitglieder aus der KSČ ausgeschlossen, darunter 1970 auch Dubček.

Am 16. Januar 1969 verbrannte sich der Student Jan Palach aus Protest gegen die Niederschlagung des Prager Frühlings vor dem Denkmal des Heiligen Wenzels auf dem Wenzelsplatz. Am 25. Februar 1969 verbrannte sich dort auch der Student Jan Zajíc.

## Rezeption im Ausland
Die westlichen Staaten verurteilten die Verletzung der Volkssouveränität in der Tschechoslowakei. In der UNO scheiterte eine Resolution gegen die sowjetische Aggression, nachdem der tschechoslowakische Außenminister Jiří Hájek dort den Einmarsch der sowjetischen Truppen angeklagt hatte. Die Regierungen Westeuropas und der USA protestierten nach dem Einmarsch gegen den völkerrechtswidrigen Akt und fürchteten einen möglichen Übertragungseffekt der Krise auf Rumänien, Jugoslawien und auch auf Westberlin. Die Vertreter der NATO-Staaten unterstrichen bei ihrem Treffen unter Leitung von NATO-Generalsekretär Manlio Giovanni Brosio in Brüssel am 15. and 16. November die Unverletzbarkeit des Völkerrechts.

### Italien und Frankreich
In Italien und Frankreich wurde der sowjetische Einmarsch nicht nur von einer liberalen Öffentlichkeit, sondern auch von der Kommunistischen Partei Italiens (PCI) und von der Kommunistischen Partei Frankreichs (PCF) öffentlich verurteilt. Dies galt als Symptom einer zunehmenden Loslösung von Moskau; diese wurde zu einem der Gründungsmomente des Eurokommunismus. Das Politbüro der SED unter Walter Ulbricht hieß die Kritik nicht gut. Die SED bemühte sich aus außenpolitischen Gründen trotzdem, weiterhin enge Beziehungen zur PCI und zur PCF zu pflegen.

### Bundesrepublik Deutschland

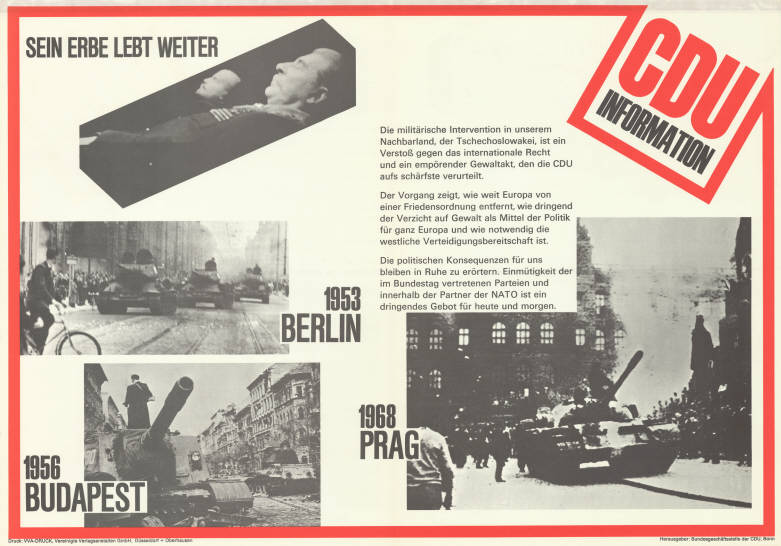
Wandzeitung der CDU zum Prager Frühling

Der Prager Frühling und seine Niederschlagung wurde in der Bundesrepublik Deutschland wie kaum ein anderes außenpolitisches Ereignis beachtet und kommentiert. Dabei war das Interesse in allen Teilen der Öffentlichkeit ähnlich groß: Sowohl die großen konservativen Zeitungen als auch die kleinen linksoppositionellen Blätter brachten die Ereignisse auf ihre Titelseiten. Die bürgerliche Presse beobachtete den tschechoslowakischen Versuch, einen „Sozialismus mit menschlichem Antlitz“ zu schaffen, mit großem Interesse und überwiegend positiven Kommentaren, wobei sie die Reformen als Nachholung der westlichen Standards von Freiheit und Demokratie interpretierte.
Die Westdeutschen reagierten beinahe enthusiastisch auf den Prager Kurswechsel. Die Reformkommunisten leiteten eine vorsichtige Umgestaltung ihrer Außenpolitik im Verhältnis zur Bundesrepublik ein, zu der noch keine offiziellen diplomatischen Kontakte bestanden. Alle Parteien glaubten, die neue Situation nutzen zu müssen. Prominente Politiker reisten während des Frühjahrs und Frühsommers 1968 in die Tschechoslowakei ein, darunter Hans-Dietrich Genscher und Egon Bahr. Insbesondere die westdeutschen Sozialdemokraten sympathisierten mit den Prager Reformkommunisten.
Dagegen sah die außerparlamentarische Opposition der Bundesrepublik im Prager Frühling einen „dritten Weg“, eine „bisher unentdeckte sozialistische Demokratie“.

### Österreich
Obwohl man nicht von einer bewaffneten Intervention in Österreich ausging, hatten bereits am 23. Juli Besprechungen zwischen Innen- und Verteidigungsministerium über die Möglichkeit von Interventionen und Maßnahmen zum Schutz Österreichs stattgefunden. Diese Maßnahmen erhielten den Decknamen Urgestein, kamen später jedoch nicht voll zum Tragen, da das Bundesheer dreißig Kilometer hinter der Grenze in Stellung gehen musste.
Nach Ende des Manövers „Šumava“ („Böhmerwald“) befanden sich immer noch Truppen des Warschauer Paktes auf tschechoslowakischem Staatsgebiet, wenn auch in relativ geringer Stärke. Es handelte sich dabei im Wesentlichen um Logistik-Verbände, die den Einmarsch vorbereiten und anschließend koordinieren sollten. So wurde auch die österreichische Regierung, zudem damals in der Urlaubszeit, von der Besetzung überrascht. Als Sofortmaßnahme wurden dem sowjetischen Botschafter in Österreich Protestnoten – gegen die zahlreichen Aufklärungsflüge sowjetischer Luftstreitkräfte über österreichischem Hoheitsgebiet – überreicht.
Gleichzeitig wurde unter dem Decknamen „Marschmusik für Glockenspiel“ das Bundesheer alarmiert und mehr als drei Brigaden zur Verstärkung der nördlich der Donau gelegenen Garnisonen in das Waldviertel verlegt.
Um eine genügende Zahl aktiver Soldaten zur Verfügung zu haben, wurde die Entlassung der neun Monate dienenden Wehrpflichtigen durch einen Aufschubpräsenzdienst für die Dauer der „Tschechenkrise“ aufgeschoben.
Nach Rücksprache des Bundeskanzlers mit Verteidigungsminister Georg Prader und Brigadier Johann Freihsler wurde am Morgen des 21. August auf eine Mobilmachung und damit die Aufbietung des Grenzschutzes verzichtet. Es wurde vom Einsatz des Bundesheeres (Teil)Mobilmachung der Grenzschutzeinheiten abgesehen und auf die Einberufung des Landesverteidigungsrates zunächst verzichtet.
In seiner ersten Rundfunkrede nach der Invasion beeilte sich Bundeskanzler Josef Klaus am 21. August um sieben Uhr früh die Verpflichtung Österreichs zur Neutralität zu betonen. Dem Botschafter der UdSSR wurden aber auch mehrere Protestnoten wegen der zahlreichen Verletzungen des österreichischen Luftraumes durch Aufklärungsflüge des Warschauer Paktes übergeben.
In Österreich gab es Proteste gegen die ORF-Berichterstattung. Der erst seit 1967 rechtlich unabhängige ORF war seit dem Beginn der Operationen bestens informiert und konnte diese Meldungen auch an andere westliche Medien weitergeben. Darüber beschwerte sich der sowjetische Botschafter und es kam zu Konfrontationen zwischen der Bundesregierung und dem ORF, denen sich auch Bruno Kreisky anschloss, da der ORF unter der Leitung von Gerd Bacher, auch seiner Ansicht nach neutralitätswidrig berichtete. Dennoch gelang es dem österreichischen Rundfunk als Informationsdrehscheibe für die ganze Welt zu fungieren und laufend aktuelle Nachrichten anzubieten. Die österreichische Bundesregierung wies den ORF an, die Neutralität des Landes bei der Berichterstattung zu beachten. Bacher stellte daraufhin fest, dass die Neutralität zwar den Staat verpflichte, „aber nicht den Staatsbürger“. Am 22. August 1968 wies der Bundeskanzler die Intervention des sowjetischen Botschafters Boris Podzerob gegen die angeblich eindeutig pro-tschechoslowakische Berichterstattung der österreichischen Medien strikt zurück.
Eine besondere Rolle für ausreisewillige Tschechoslowaken spielte der damalige österreichische Gesandte in Prag und spätere Bundespräsident Rudolf Kirchschläger, der entgegen den Weisungen des Außenministers Kurt Waldheim die österreichische Gesandtschaft für Fluchtwillige offenhielt und tausende Visa für Österreich ausstellte. Damit verhalf Kirchschläger zahlreichen Personen zur Flucht. Mit dem Hinweis auf die Verpflichtung eines neutralen Staates, seine humanitäre Mission zu erfüllen, erreichte Kirchschläger in Wien eine Zurückziehung der ursprünglichen Weisung.
In der Folge kamen insgesamt rund 210.000 Flüchtlinge nach Österreich, von denen aber nur etwa 12.000 auch um Asyl ansuchten und in Österreich blieben.

### Rumänien
Rumäniens Staatschef Nicolae Ceaușescu bezeichnete den Einmarsch als „Intervention in die Angelegenheiten eines sozialistischen Bruderstaats“.
In einer Rede in Bukarest am 21. August 1968 verurteilte der rumänische Parteiführer Nicolae Ceauşescu den Einmarsch der Truppen des Warschauer Paktes in die Tschechoslowakei scharf, in der er den Einmarsch der Truppen des Warschauer Pakts in Prag als „schweren Fehler“ und „eine ernste Gefahr für den Frieden in Europa und für das Schicksal des Sozialismus in der Welt“ bezeichnete. Zehntausende jubelten ihm damals zu.

### Sowjetunion

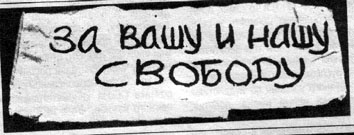
Transparent einer Demonstration in Moskau in russischer Sprache: „Für Eure und unsere Freiheit“

In der Sowjetunion wurden die Ereignisse des Prager Frühlings vor allem von intellektuellen Kreisen mit Aufmerksamkeit verfolgt. Studenten, Schriftsteller und Künstler diskutierten die Reformen in der Tschechoslowakei kontrovers. Die Teile der liberalen und reformkommunistischen Intelligenzija beachteten die Entwicklung im Nachbarland als hoffnungsvolles Vorbild einer möglichen Liberalisierung des eigenen Lands.
Am 25. August protestierten acht Personen am sogenannten Hinrichtungsplatz auf dem Roten Platz in Moskau mit einem Transparent „Für eure und unsere Freiheit“ gegen die Intervention. Die Aktion blieb sowohl in der Prawda, als auch in der Iswestija unerwähnt.

### USA
In den Zeiten des Vietnamkriegs und den Unruhen nach dem Mord an Martin Luther King Jr. nahm die amerikanische Öffentlichkeit und Politik die Ereignisse in der Tschechoslowakei als nicht vorrangig wahr. Die Invasion der Warschauer Pakt-Staaten erschien als Störung der internationalen Lage, nicht aber als drängendes Problem. Die amerikanische Regierung beschränkte sich auf rhetorischen Protest. Präsident Johnson strebte nach einer Entspannung in den Beziehungen zur UdSSR und wollte diese nicht durch eine scharfe Stellungnahme gefährden. Der Appell der tschechoslowakischen Exilgemeinschaft, die amerikanische Regierung solle sich für die Wiederherstellung von Demokratie und Freiheit in ihrem Heimatland einsetzen, blieb ungehört.

## Nachwirkungen in der Samtenen Revolution
Ende der Okkupation
Am 26. Februar 1990 unterschrieben die Außenminister Jiří Dienstbier und Eduard Schewardnadse den Vertrag über den Abzug der sowjetischen Streitmächte aus der ČSFR. Mit dem Abzug 1991 endete nach 23 Jahren Stationierung der sowjetischen Truppen die Okkupation des Landes. Dabei ergaben sich Probleme: Die Sowjetunion wusste nicht, wo sie die zurückkehrenden Soldaten unterbringen sollte – die Hälfte der Soldatenfamilien hatte kein Zuhause in der Sowjetunion.
 Abbau sowjetischer Denkmäler
Nach der samtenen Revolution kam es zur Entfernung einiger sowjetischer Denkmäler. 1945 hatte die Sowjetarmee im Prager Stadtteil Smíchov in Form eines ausrangierten Panzers ein Denkmal errichtet, mit dem an den ersten sowjetischen Panzer und seine Besatzung erinnert werden sollte, der 1945 zur Befreiung Prags einrollte. Der Panzer sollte als Symbol für die Befreiung Prags 1945 gelten, an der die Rote Armee jedoch nur zweitrangig beteiligt war.
1989 wurden Stimmen laut, die sich für eine Demontage einsetzten. Die Aktion des Kunststudenten David Cernys der den Panzer rosa anstrich, war umstritten, führte aber zum Abbau des Denkmals. Der sowjetische Panzer in Smíchov wurde nach 1968 nicht mehr als Symbol der Befreiung, sondern als Symbol der Okkupation des Landes angesehen.
Auch das Konew-Denkmal in Prag war umstritten. Der Prager Stadtrat verwies 2018 mit einer Gedenktafel auf die Beteiligung Marschall Konews an der Invasion der Truppen des Warschauer Paktes von 1968 und ließ am 30. August 2019 die Bronzestatue verhüllen, die 2020 dann in einem Museumsdepot landete.

## Diplomatische Nachwirkungen in der Gegenwart
Bei seinem Treffen mit dem tschechischen Präsidenten Václav Klaus am 1. März 2006 räumte der russische Präsident Putin für Russland als Rechtsnachfolger der Sowjetunion eine moralische Verantwortung ein, sagte aber: „Es gibt keine juristische Verantwortung und kann keine solche geben“.
Im Juni 2015 wurde der russische Botschafter vom tschechischen Außenministerium einberufen, nachdem in einer Dokumentation im russischen Staatsfernsehen der Prager Frühling als Putschversuch durch eine Vereinigung „verurteilter ehemaliger Nazis, SS-Leute und Kollaborateure“ dargestellt und die Behauptungen von 1968 über eine angebliche Einmischung der NATO wieder aufgenommen worden waren. „Das russische Fernsehen lügt“, sagte Präsident Miloš Zeman, während Ministerpräsident Bohuslav Sobotka die damaligen Vorgänge eine „Okkupation“ nannte. Die Versicherung des russischen Botschafters, dass die Dokumentation nichts mit der russischen Politik zu tun hätte, bezeichnete Außenminister Lubomír Zaorálek als „lächerlich“. Der ehemalige Botschafter in Moskau, Petr Kolář, erklärte, die russischen Medien versuchten, ihre Sendungen in vorauseilendem Gehorsam dem Weltbild Präsident Putins anzupassen.

## Filme

### Dokumentation
- Renata Schmidtkunz: Ende eines Frühlings – Prag 1968. AT, ORF, 45 Min., 2008. Inhalt: Zeitzeugen wie der damalige ORF-Generalintendant Gerd Bacher, Hugo Portisch, Helmut Zilk, Barbara Coudenhove-Calergi (AZ Wien) sowie zwei Wortführer des Prager Frühlings, Pavel Kohout und Jiří Gruša, von 2003 bis 2009 Präsident des Internationalen P.E.N., erinnern sich und kommentieren seltene Archivaufnahmen. Die Vorhersehbarkeit des Einmarsches wird wiederholt genannt.
- Lutz Rentner & Frank Otto Sperlich: Der Prager Frühling und die DDR. DT, MDRFS, 45 Min., 2013, Erstausstrahlung 20. August 2013 (Dokumentation mit Archivaufnahmen). Inhalt: Junge Menschen in der DDR träumen davon, dass die DDR vom Prager Frühling angesteckt wird. Unter anderem berichten Toni Krahl, Florian Havemann und Friedrich Schorlemmer von den Hoffnungen und Niederlagen, die sie mit dem Prager Frühling verbanden.

### Spielfilm
- Burning Bush – Die Helden von Prag. Tschechische dreiteilige Miniserie der polnischen Regisseurin Agnieszka Holland aus dem Jahr 2013.
- Jaromil Jireš: Žert (Der Scherz) Tragikomödie Tschechoslowakei, 1968, 79 Minuten nach Buchvorlage von Milan Kundera: Der Scherz[119]